# Parkermavella orientalis
Parkermavella orientalis är en mossdjursart som först beskrevs av Androsova och Gontar 1982.  Parkermavella orientalis ingår i släktet Parkermavella och familjen Bitectiporidae. Inga underarter finns listade i Catalogue of Life.